# Halalaimus cirrhatus
Halalaimus cirrhatus är en rundmaskart som beskrevs av Gerlach 1953. Halalaimus cirrhatus ingår i släktet Halalaimus och familjen Oxystominidae. Arten är reproducerande i Sverige. Inga underarter finns listade i Catalogue of Life.